# Ichneumon raptor
Ichneumon raptor là một loài tò vò trong họ Ichneumonidae.